# 吳市海事歷史科學館
吳市海事歷史科學館，是一座位於日本广岛县吴市的科學博物館，其昵称為“大和博物馆”，該博物館以日本第一海軍軍械庫為主題，詳細介紹建造戰艦大和號戰艦的軍港、吳市的歷史、造船、煉鋼等科學技術。
該博物館自2024年開始進行翻修工程，預計於2025年2月中旬至2026年3月下旬期間暫停對外開放，預計於2026年4月重新開放參觀。

## 概要
根據吳市海事歷史科學館條例，該博物館的成立目的是透過展示吳市的歷史以及奠定吳市現代化基礎的各類科學技術，使市民加深對歷史的理解，提升對科學技術的興趣和關注，思考和平的重要性，同時提供學習和市民交流的場所，進而促進區域教育和文化的提升以及旅遊業的繁榮（該條例第2條）。博物館於2005年4月23日開放，這一天是日俄戰爭·日本海海战的100週年，以及太平洋戰爭結束60週年的紀念日。該館的暱稱「大和博物館」的由來，則是歸因在館內展示了以1/10比例再現戰艦「大和號戰艦」的巨大模型。
最初在博物館的建設，有一些關於「戰爭責任」的不同意見，但自開館以來一直很受歡迎，是重新發現吳市歷史旅遊資源的契機，將吳市推向了日本的旅遊勝地。並對吳市的經濟社會也產生了影響，起到了舉辦各種活動的地區樞紐的作用。第一任館長户高一成認為，館內的展示並非讚美戰爭，而是應將戰艦大和的建造等軍事或戰爭發展起來的產業技術本身與其用途（軍事目的）區分開來。 作為博物館的方針，館內努力保持政治中立，將作為「和平學習場所」的博物館開放給公眾，透過淡然展示實體武器和當時的影像資料，不附加意見或註解，讓參觀者自行判斷歷史認識。
從2008年度開始，採用了指定管理者製度，學術部門繼續由吳市負責，管理營運和宣傳等由「大和博物館營運集團」負責。到了2019年10月，博物館累計接待的參觀者達到1400萬人。

## 歷史

### 成立
在1980年代初期，吳市正尋求擺脫造船業不景氣帶來的經濟停滯，廣島縣則在考慮建造縣立博物館。自1980年度起，吳市開始向縣府方面提出在市內設立縣立博物館的要求。這段時期所構想的博物館為「與海洋相關的縣立博物館」。 在1990年至1991年度，日本博物馆协会受吳市委託制定了博物館的基本構想，提出了展示「近代造船技術進展」的博物館。 於是自1991財政年度開始，開始針對該史料進行資料收集和調查研究。
1993年11月，前廣島縣副知事小笠原臣也擔任吳市長。小笠原在松山市擔任副市長期間曾參與了同市的松山市立子規記念博物館的設立，因此了解文化行政的相關經驗。此外在研究同博物館的資料時，他透過司馬遼太郎的《坂上之雲》等作品重新審視了自己家鄉吳市作為「軍鄉」的歷史。導致小笠原積極推動了博物館的建設。
在1994年至1995年間，決定以戰艦「大和」為博物館的核心。然而，廣島縣方面向吳市傳達了將強烈具有軍事色彩的博物館作為縣立博物館開放的難度。因此小笠原在1996年12月的市議會上正式宣布，市政府將主導博物館的建設。1997年，吳市將海事博物館建設明確為主要項目之一，並在同年9月的市議會上宣佈在吳車站南側的寶町地區選定博物館的建設地點。除向國家（防衛設施廳、科學技術廳）和廣島縣爭取資金外，還成立了吳市博物館推進基金和吳市商工會所募捐委員會等，利用民間資金。最終總工程費用為65億日元，其中國家、廣島縣、地方撥款和募款等約36億日元，市政府負擔約29億日元。
吳市於1999年10月至12月在博物館籌建期間設立的臨時收藏展覽設施中舉辦了「戰艦大和展覽」，三個月內累計吸引了超過1萬名參觀者。 2000年在大阪市舉辦的關西博物館大會期間，吳市展示了有關戰艦大和的展覽，四天內吸引了超過1.2萬名參觀者，並在1300份問卷調查中榮獲「印象深刻的展位」第一名。2003年初，為宣傳博物館進行了名稱徵集，同年8月正式公佈博物館的正式名稱為「吳市海事歷史科學館」，暱稱為「大和博物館」。
2005年1月，博物館組織了導遊志工。媒體的關注度越來越高，2005年3月的例行市議會上，將參觀者人數的預期從最初的20萬人提高到40萬人。然而，小笠原等人事後透露，這些數字是為了壓制反對意見而進行的較高估計。2005年4月23日，博物館正式開幕。

### 開館
開館後，大和博物館受到了極高的歡迎。在2005年開館之年，參觀者數量達到122萬9250人（從4月23日開館日起計算的第一年參觀者數量為161萬4457人），遠遠超過預期。來自各地團體的參觀需求也很多，政府工作人員甚至承擔起旅行社的工作。2005年電影《男人們的大和》也大大提升了大和博物館的人氣。此外也帶來了整個城市的旅遊人數大幅增加，吳市成為每年接待超過300萬遊客的旅遊城市。
不過也有一些批評的聲音。2005年5月，市民團體「和平連結廣島·吳·岩國」提交了一份要求重新審視展覽的申請書，聲稱博物館「美化軍事技術和戰爭」。 此外，儘管與之沒有交戰歷史，中國和韓國也有部分媒體批評大和博物館，日本共產黨吳市議員在市議會上引用了這些報道。然而對大和博物館的批評和投訴幾乎沒有，實際採取行動的只有上述的市民團體。

### 管理歷史
| 年     | 来館者数  |
| ------ | --------- |
| 2005年 | 161.4萬人 |
| 2006年 | 117.9萬人 |
| 2007年 | 108.9萬人 |
| 2008年 | 89萬人    |
| 2009年 | 86.3萬人  |
| 2010年 | 81.8萬人  |
| 2011年 | 74.7萬人  |
| 2012年 | 84.9萬人  |
| 2013年 | 90.9萬人  |

隨著時間的推移，大和博物館參觀人數逐年減少，但仍然吸引了大量遊客。自開館第四年起，參觀人數穩定在每年90萬到74萬人之間，當有與太平洋戰爭相關的電影上映時，參觀人數也有增加的趨勢。2007年，鄰近的海上自衛隊吳史料館（鐵之鯨魚館）開館，和大和博物館一起吸引了大量參觀者。館內的主要展品包括退役的海上自衛隊展示用潛水艇秋潮號潛艇等。2008年度引入了指定管理者製度，學術部門由吳市商工觀光部（現產業部）管理，而由民營公司組成的「大和博物館營運集團」負責管理、營運和宣傳工作。該集團在2012年度繼續管理第二期。
大和博物館的吸引力對週邊地區社會也產生了重大影響，它逐漸成為一個不僅僅是「戰爭博物館」的區域中心。2010年透過重新開放，增加了介紹吳市戰後歷程等地區歷史的展覽。2012年4月，以「博物館商店大和」為核心，與當地商家和藝術家共同成立了“Blue Project”，開發和銷售與大和相關、以及吳市和瀨戶內海相關的原創商品。
2018年，博物館引進了智慧型手機和平板電腦的多語言語音導覽。日本語音解說由在《艦隊Collection》遊戲中扮演大和角色的竹達彩奈負責。
2010年代後，由於參觀人數超過最初的預期給大和博物館設施和設備帶來了壓力，館舍因未進行大規模的翻新，導致展示品老化問題成為了挑戰。此外，更新展示以反映新的研究調查也成為挑戰，2023年，博物館進行改造工程，目標是在2025年度重新開放，封館期間部分展品移到館外展示。

## 展示

### 一樓

#### 大和廣場

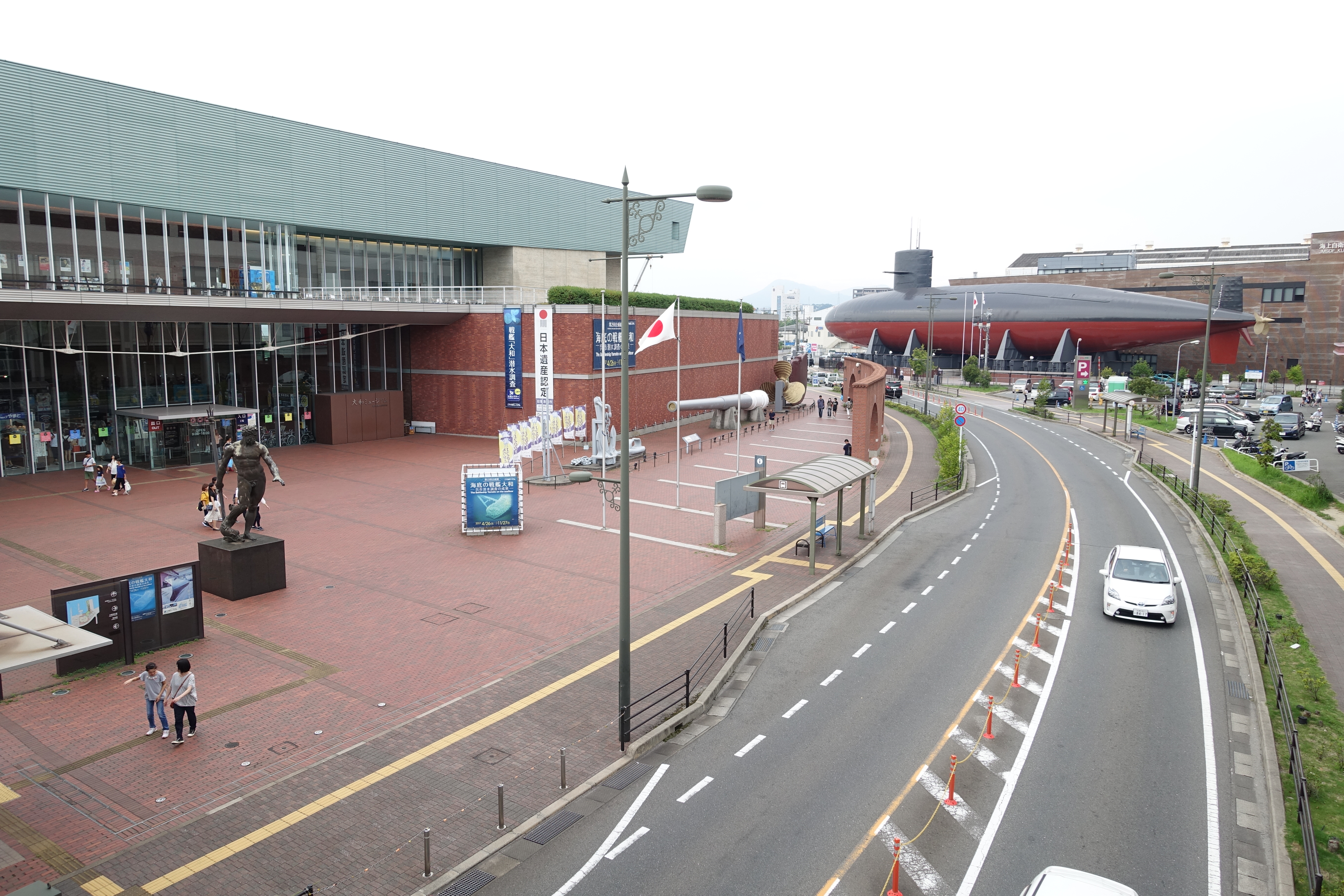
大和博物館入口與海上自衛隊吳史料館
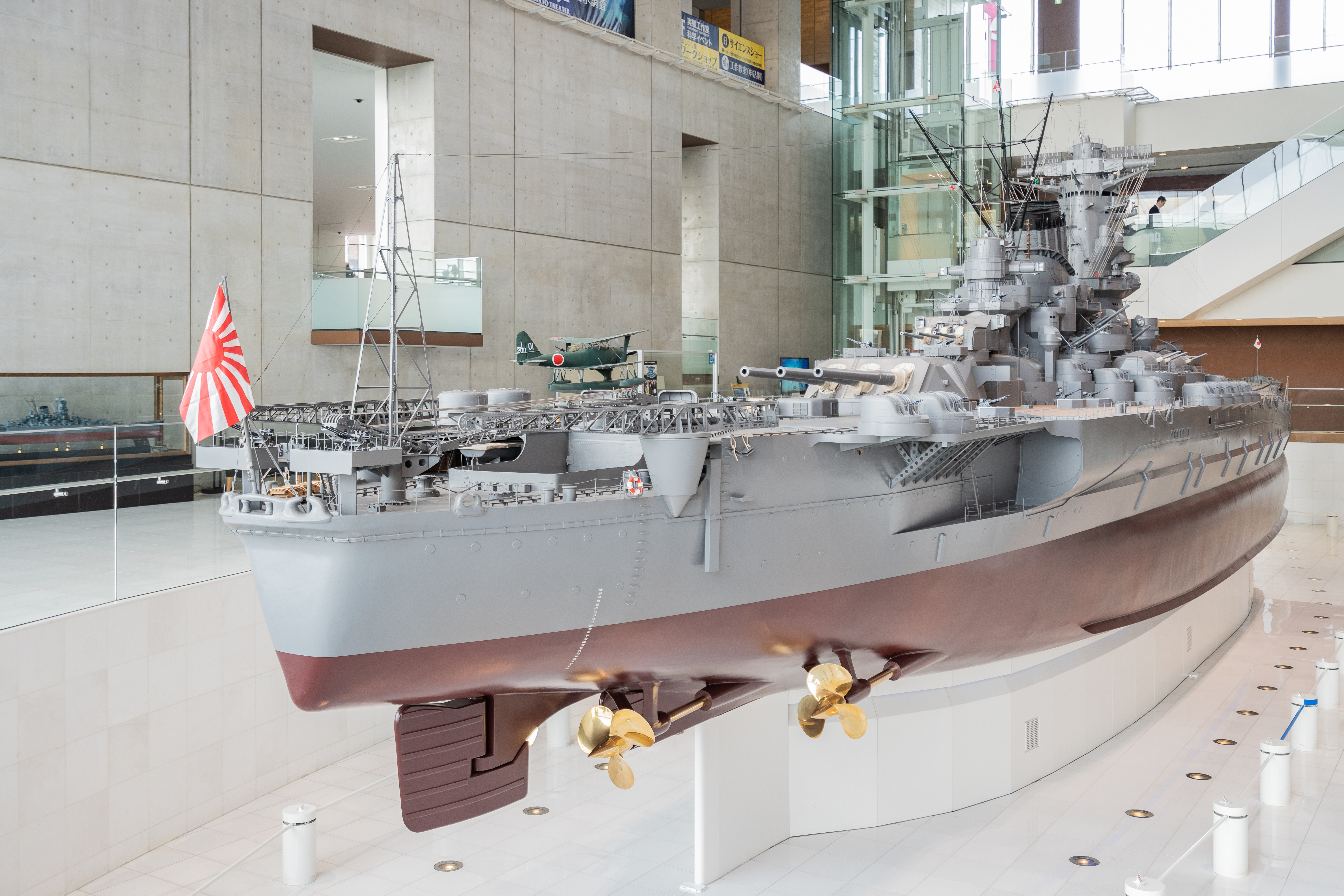
大和廣場上的1/10比例戰艦大和號模型
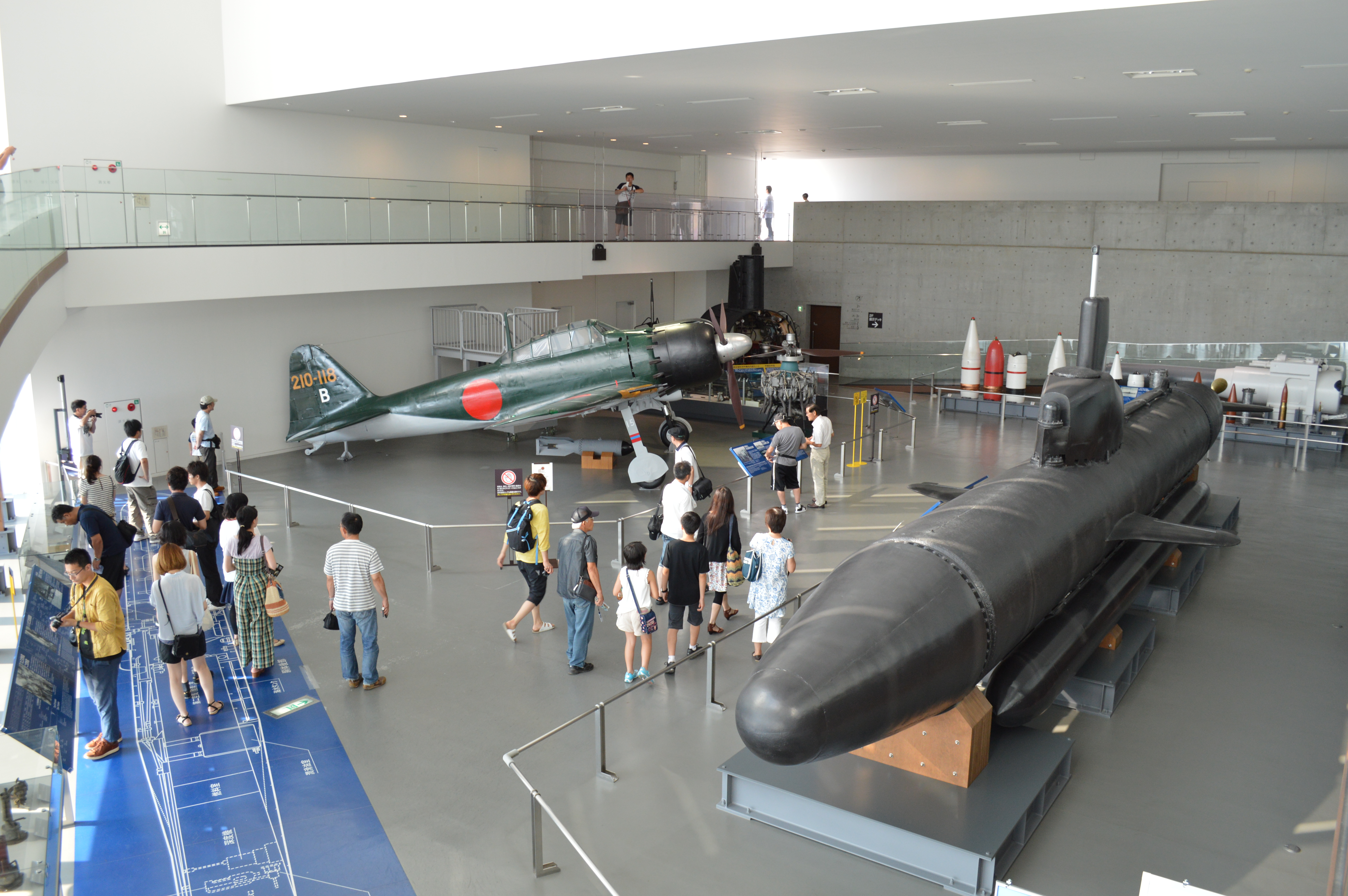
大和廣場上的零式艦上戰鬥機六二型、海龍级潜艇
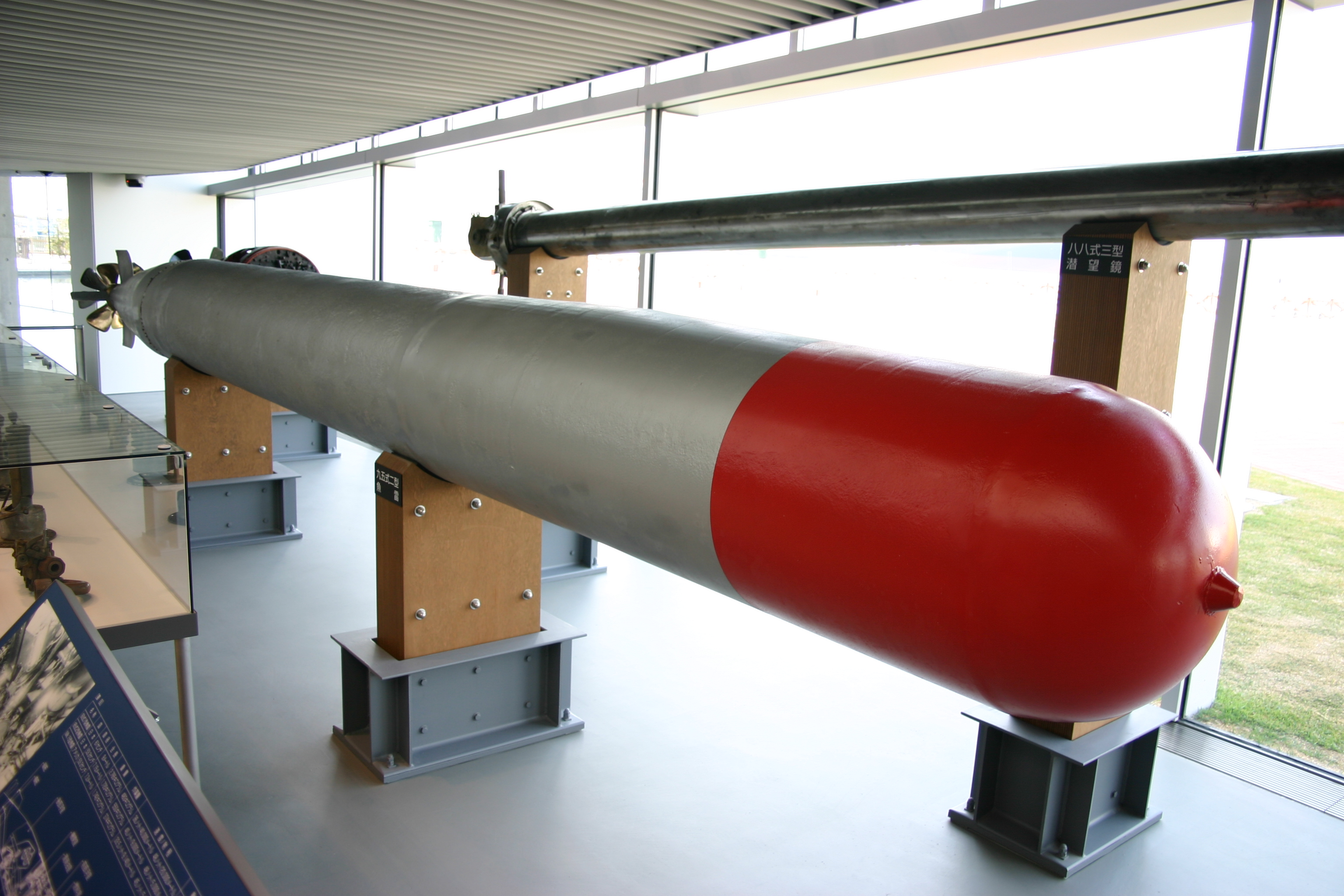
大型展覽室內的95式2型魚雷。
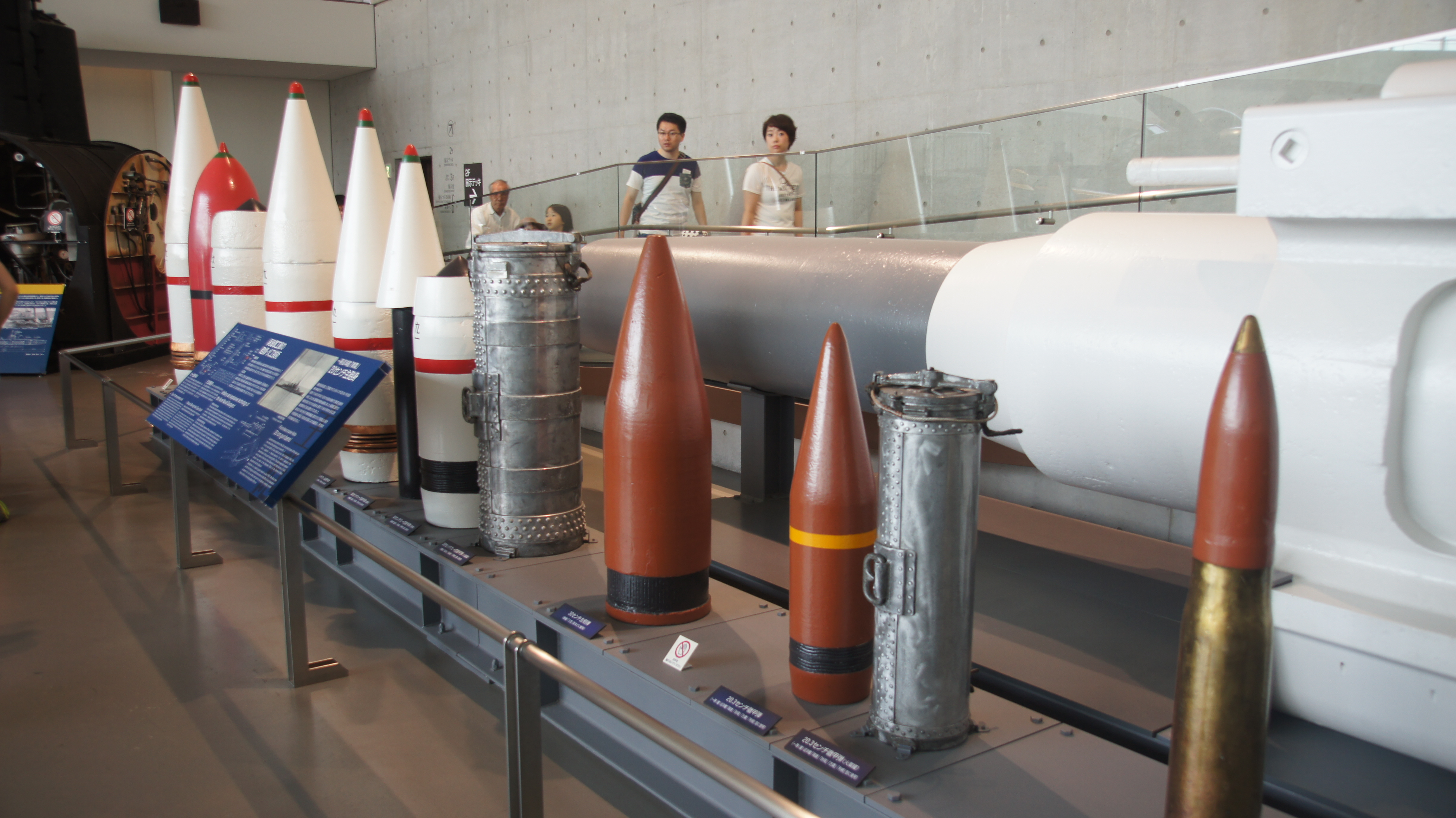
現場展示的軍艦彈藥

大和廣場設立於博物館入口處，並展示實際尺寸十分之一的大和號模型，這款模型是基於對大和號海底調查和發現的資料的最新資訊製作，如果有新的史實和資料，會隨時對模型進行改裝（例如增加偵察機）。 此外，在電影《男人們的大和》拍攝期間，該模型曾用於補充尾道市向島町的實際尺寸大和號戰艦開放拍攝場景不足的部分，作為CG動畫合成的素材。電影拍攝後拆除的拍攝場景的一部分被捐贈給了吳市，並於2006年6月29日搬入大和博物館的資料修復保存設施（位於舊海事博物館推進室的用地）， 如今在博物館第二個停車場大樓的二樓展示。
除了大和戰艦模型之外，博物館還展示了許多海軍武器的實物，包括曾實際安裝在陸奧號戰艦和青葉級重巡洋艦上的主砲管、從英國維克斯公司進口的戰艦金剛號戰艦當時使用的鍋爐、陸奧號戰艦的船錨、掛在日向號戰艦桅杆上的軍艦旗、零式艦上戰鬥機六二型、「人間魚雷」回天10型（試驗型號）、特殊潛航艇「海龙级潜艇」等，此外，還有戶外展示的實體深海調查艇新海號，以及關於戰後海事歷史的豐富展品。

#### 吳市歷史展覽室
展覽室展示了從吳鎮守府開設前後的區域社會、吴海军工厂成立時的軍事裝備國產化、鋼鐵部的成立與技術教育、市民生活與文化、機械製造與航空技術、大和號戰艦的概況與船員 、太平洋戰爭的概況與對吳市的影響、戰爭結束時的吳海軍工廠與吳市的實際情況、工廠遺址與造船業的擴張等主題。

### 二樓
二樓是開放式設計，可俯瞰到1/10比例的大和號模型。

### 三樓

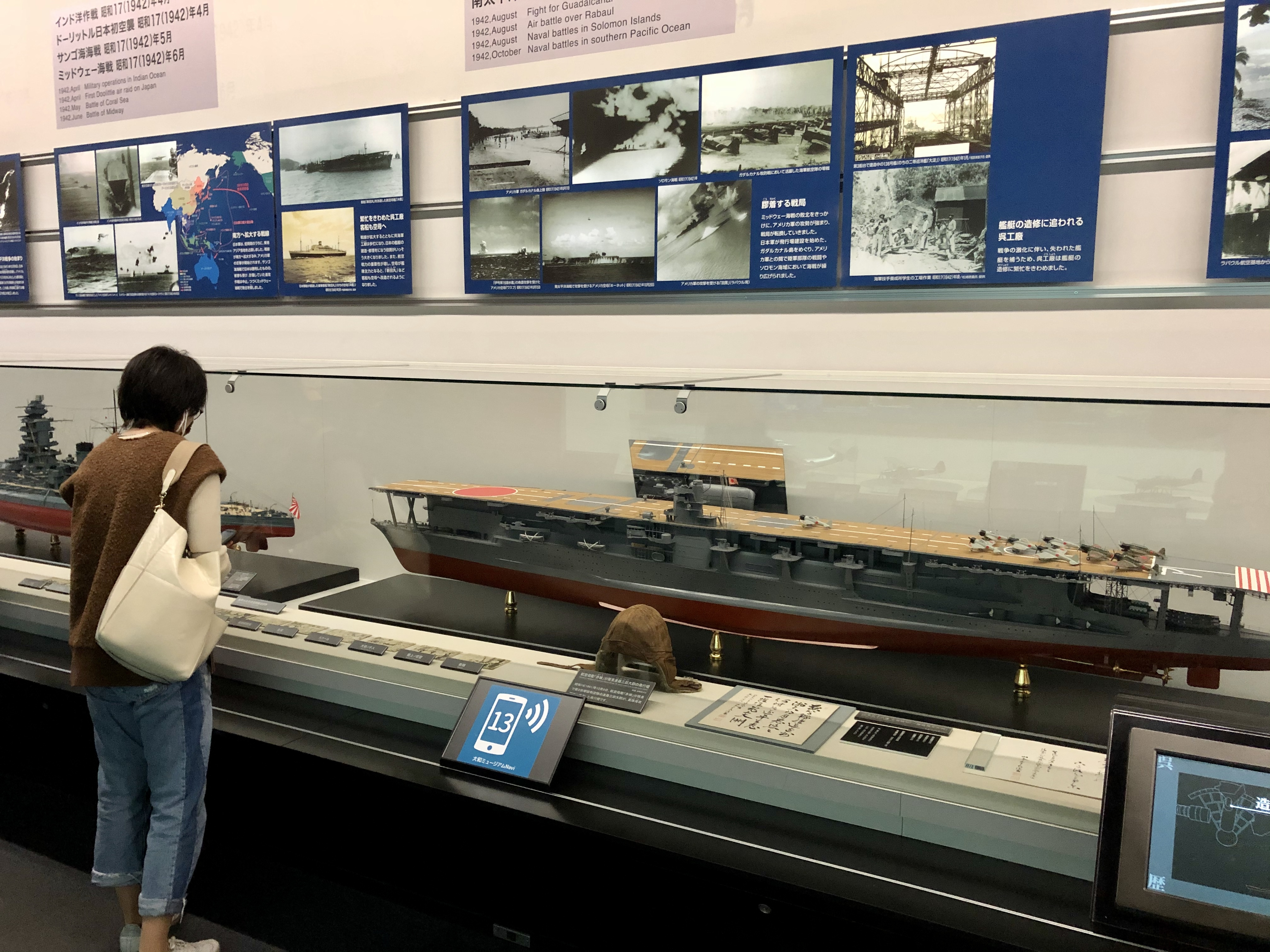
大和博物館內部展覽
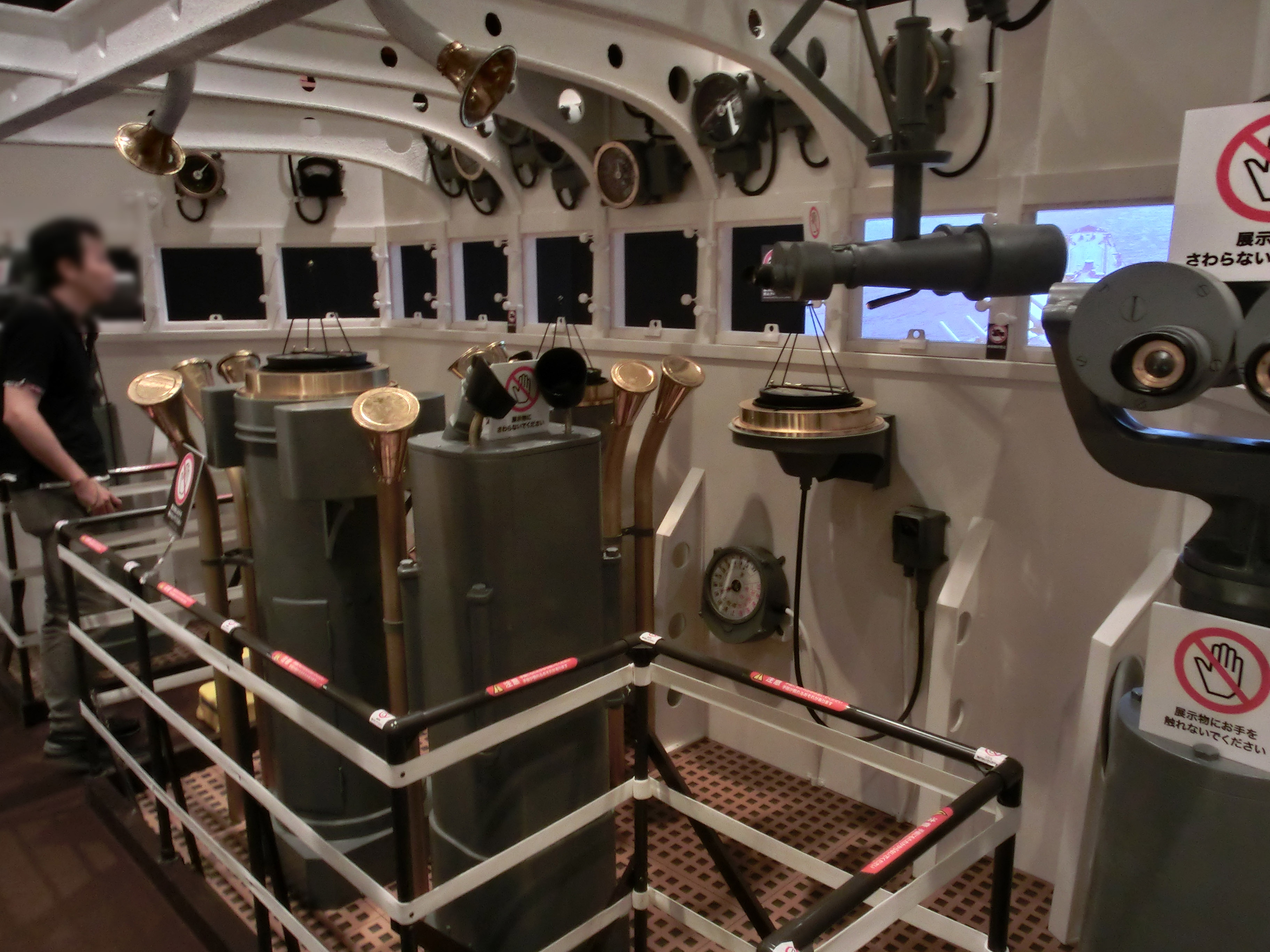
大和號戰艦艦橋復原模型
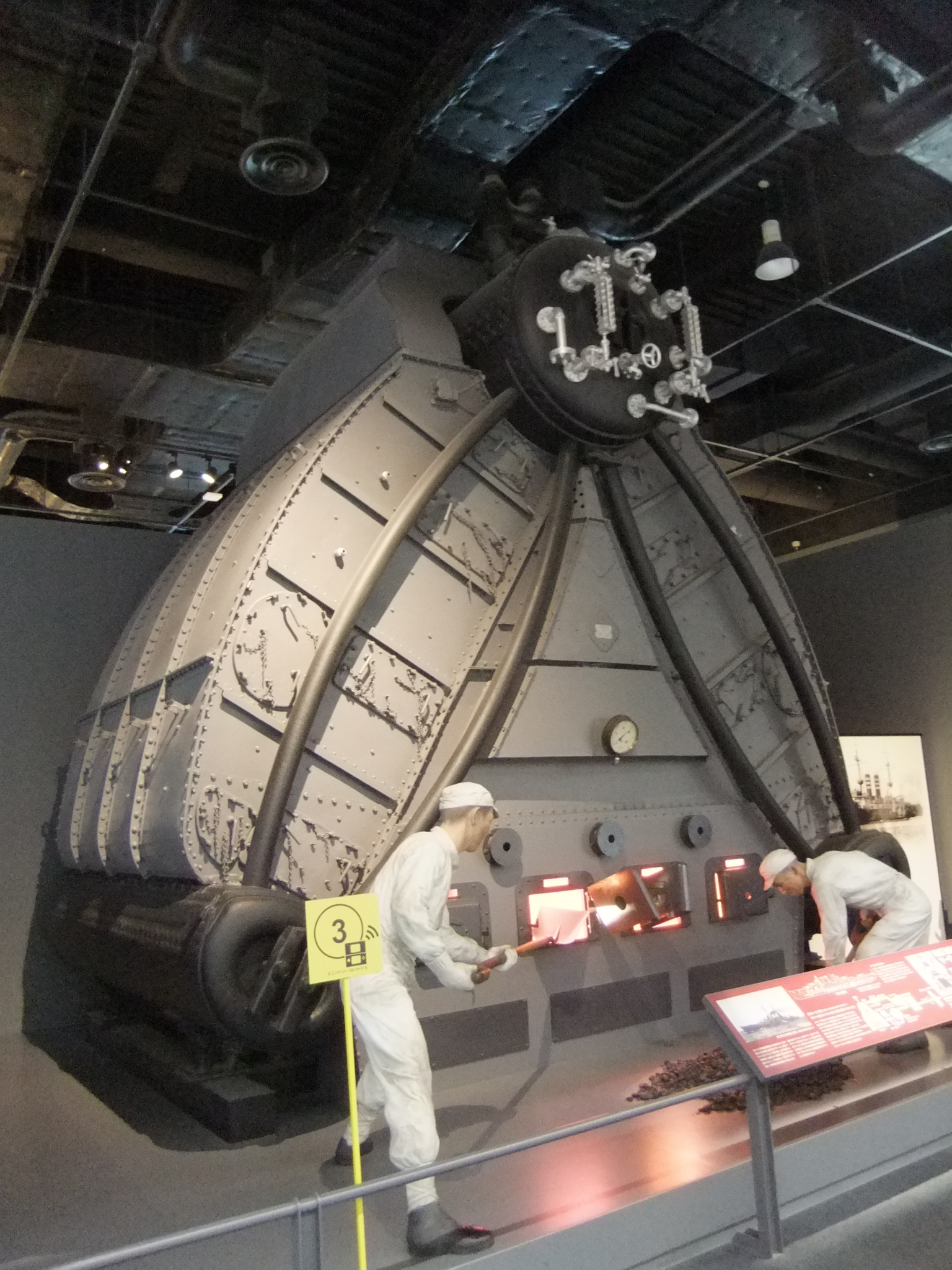
金剛號戰艦上裝載的關本型鍋爐。
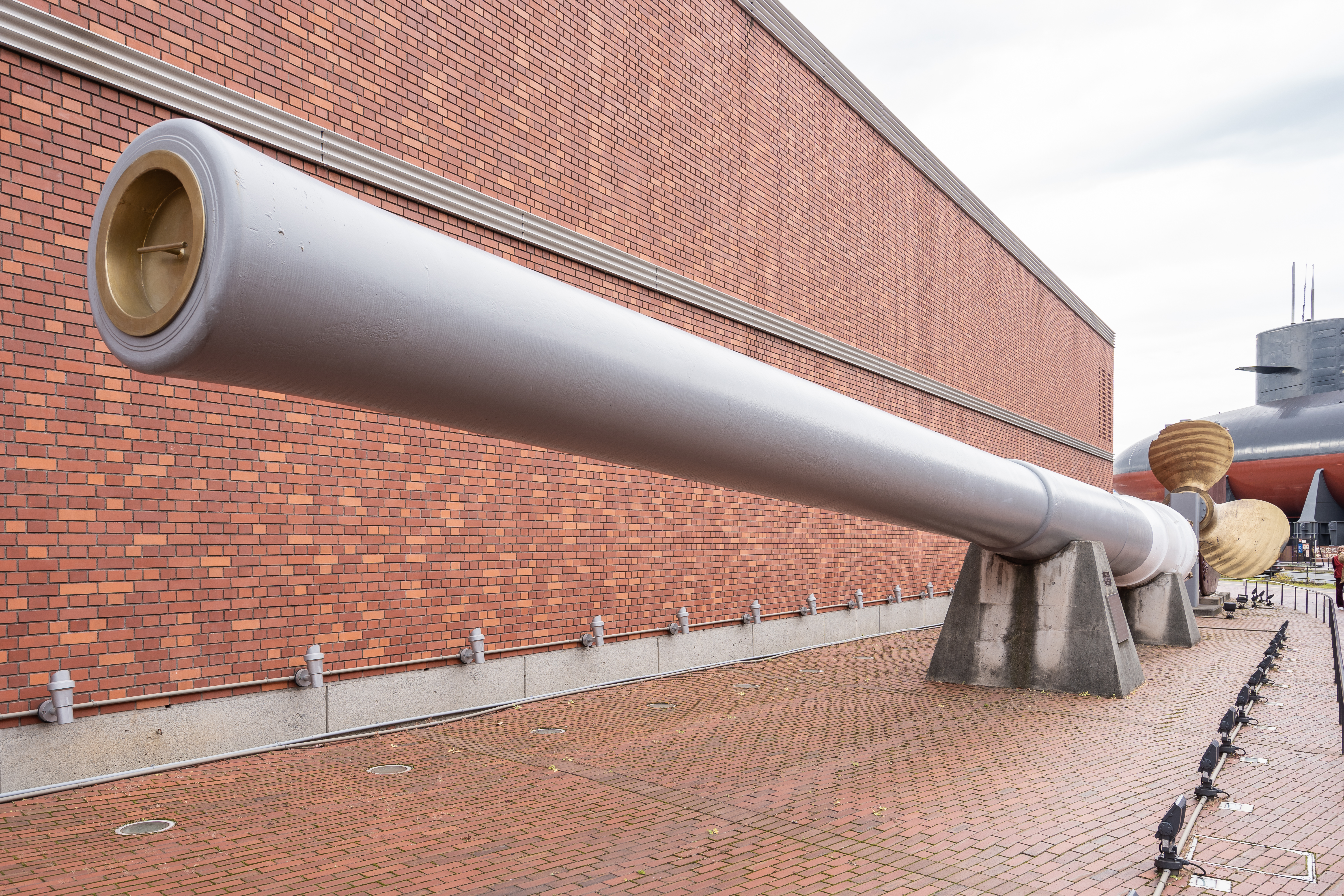
戶外區域所展示的陸奧號戰艦主炮

三樓設有展示室和大和劇場，原本展示室以「造船技術展示室」為主題進行展示，但計劃在2025年度的翻新中將其全面改造為科學技術展示室，以「吳市製造業」為主題，不僅展示造船技術，還將 介紹航空器開發、材料開發加工技術。
大和劇場曾經配備了螢幕和固定座椅用於放映展示，但在2025年度的翻新中，將被改造為一個擁有200個座位的多功能空間，可以用於舉辦小型特展、講座和獨特場所等活動。大和劇場「未來」展廳內曾展示過名譽館長松本零士執導的作品《宇宙戰艦大和號》相關的展品，但後來已經被撤走。

### 四樓
四樓設有書庫及資料室，展示船舶設備、模型、圖面及紙本資料等。四楼也建有一观景大阳台，游客可在此欣赏附近的景观。

## 館長

### 歷任館長
1. 户高一成：2005年4月23日－

#### 榮譽館長
- 松本零士－漫畫家，《宇宙戰艦大和號》系列作品作者[4]
- 阿川弘之
- 的川泰宣（日语：的川泰宣）
- 半藤一利
- 石坂浩二－演員，將長門號戰艦的軍艦旗贈與吳市[9]。

### 影響
大和博物館的興盛使得吳市也成為廣島灣地區旅遊行程的一部分。許多遊客在遊覽岩國市的錦帶橋、廿日市市的宮島神社、廣島市的原爆圓頂、廣島和平紀念公園和廣島城之前或之後都會來到大和博物館。吳市開始與週邊城市進行廣域行政合作，和廣島市、廿日市市一起吸引修學旅行。此外，戰後廣島灣岸各城市之間形成了一種「分工」關係，廣島從「軍事城市」轉變為「和平城市」，而吳市、岩國市和江田島則承擔起保衛日本和平的自衛隊和駐日美軍的基地。 部分政黨和市民團體認為，在「軍事與和平」這一對立的主題下，廣島透過掩蓋週邊城市的軍事基地來維持作為和平城市的功能。然而，隨著越來越多的遊客在大和博物館和和平紀念公園之間往返，傳統的二元對立結構被打破，這一地區的「軍事與和平」在旅遊方面實現了融合。
2005年，廣島縣的遊客人數和縣內遊客消費額創下歷史新高，當時認為大和博物館的開館是一個主要原因。自2005年以來，吳市的遊客人數每年增加到300萬至350萬人，發展成為一個旅遊城市。廣島縣也開始積極利用大和博物館作為廣島縣旅遊的主要像徵性樞紐。2011年，廣島縣和島根縣在博物館召開了交流會議，討論兩縣的旅遊路線開發問題，另一方面，吳市的住宿人數幾乎沒有增加，許多來訪大和博物館的遊客似乎選擇在廣島市等地住宿。因此有必要將經濟效益擴展到整個城市。
由於人流量減少，現有的文化設施和購物街的使用率和商店數量都在下降。因此為了吸引遊客，舊中通路上的姊妹館「零號戰艦畫廊」開業，展示了大和博物館的名譽館長松本零士的漫畫作品和收藏。

## 另見
- 海事博物館
- 海上自衛隊吳史料館
- 吳车站
- 籾山艦船模型製作所（日语：籾山艦船模型製作所）
- 吳港
- 男人们的大和